# كوبي وبارتالي 2022
كوبي وبارتالي 2022 (بالإيطالية: Settimana Internazionale di Coppi e Bartali 2022)‏ هو سباق دراجات هوائية، وهو الموسم السابع والثلاثين من كوبي وبارتالي، وأقيم خلال الفترة من 22 مارس 2022، وحتى 26 مارس 2022.
فاز بالمركز الأول إدوارد دنبر، وبالمركز الثاني Ben Tulett ‏، وبالمركز الثالث مارك هيرشي، وفاز إيثان هايتر في ترتيب النقاط، وكان الفائز حسب النقاط للشباب Ben Tulett ‏، وكان الفائز في تصنيف الجبال أندريا غاروسيو، وفاز فريق إنيوس في ترتيب الفرق.

## الفرق
| فرق عالمية (10)- Astana Qazaqstan Team - Bora-Hansgrohe - EF Education-EasyPost - Ineos Grenadiers - Israel-Premier Tech - Jumbo-Visma - Quick-Step Alpha Vinyl - BikeExchange-Jayco - Trek-Segafredo - UAE Team Emirates فرق برو (5)- Alpecin-Fenix - Bardiani-CSF-Faizanè - بنجوال باوليز ساوكس دبليو بي 2022 ‏ - درون هوبر-أندروني جوكاتولي 2022 ‏ - فريق إيولو كوميت لركوب الدراجات 2022 ‏ فرق قارية (8)- بلترامي تي إس أيه–مارشيول ‏ - Biesse–Carrera ‏ - Colombia Potencia de la Vida–Strongman ‏ - جيوتي فيكتوريا سافيني ديو ‏ - MG.K vis Colors for Peace ‏ - كولباك ‏ - Team Solution Tech–Vini Fantini ‏ - Sam–Vitalcare–Dynatek ‏ فريق وطني- فريق إيطاليا لركوب الدراجات للرجال 2022 ‏ |  |
| |  |

## المراحل
| قائمة المراحل | قائمة المراحل | قائمة المراحل                       | قائمة المراحل | قائمة المراحل | قائمة المراحل     | قائمة المراحل |
| المرحلة       | التاريخ       | الدورة                              |               | المسافة (كم)  | الفائز بالمرحلة   | القائد العام  |
| ------------- | ------------- | ----------------------------------- | ------------- | ------------- | ----------------- | ------------- |
| مرحلة 1       | 22 مارس       | ريتشوني – ريتشوني                   | مرحلة جبلية   | 164٫6         | ماورو شميد        | ماورو شميد    |
| مرحلة 2       | 23 مارس       | ريتشوني – لونجيانو                  | مرحلة جبلية   | 165٫9         | إيثان هايتر       | إدوارد دنبر   |
| مرحلة 3       | 24 مارس       | مدينة سان مارينو – مدينة سان مارينو | مرحلة جبلية   | 147           | Ben Tulett ‏       | إدوارد دنبر   |
| مرحلة 4       | 25 مارس       | Montecatini ‏ – Montecatini ‏         | مرحلة جبلية   | 158٫7         | ماثيو فان دير بيل | إدوارد دنبر   |
| مرحلة 5       | 26 مارس       | Casalguidi ‏ – Cantagrillo ‏          | مرحلة جبلية   | 160           | جوزيف سيرني       | إدوارد دنبر   |

## النتيجة

### مرحلة 1
هي مرحلة جبلية، أقيمت في 22 مارس 2022، وامتدّت لمسافة 164.6 كيلومتر. فاز بالمرحلة ماورو شميد، وكان متصدر الترتيب العام في نهاية المرحلة ماورو شميد، وكان المتصدر حسب ترتيب النقاط ماورو شميد، وكان المتصدر في ترتيب التسلق Giovanni Bortoluzzi ‏، وتصدر ترتيب النقاط للشباب ماورو شميد، ومتصدر ترتيب الفرق فريق إنيوس 2022.
| التصنيف العام         | التصنيف العام       | التصنيف العام   | التصنيف العام                            | التصنيف العام |
| العداء                | العداء              | البلد           | الفريق                                   | الوقت         |
| --------------------- | ------------------- | --------------- | ---------------------------------------- | ------------- |
| 1                     | ماورو شميد          | سويسرا          | Quick-Step Alpha Vinyl                   | 4 س 12 د 48 ث |
| 2                     | إدوارد دنبر         | جمهورية أيرلندا | Ineos Grenadiers                         | + 6 ث         |
| 3                     | إيثان هايتر         | المملكة المتحدة | Ineos Grenadiers                         | + 22 ث        |
| 4                     | ماثيو فان دير بيل   | هولندا          | Alpecin-Fenix                            | + 26 ث        |
| 5                     | Natnael Tesfatsion ‏ | إريتريا         | أندروني جوكاتولي-سيدرمك ‏                 | + 26 ث        |
| 6                     | توماس بسنتي ‏        | إيطاليا         | بلترامي تي إس أيه–مارشيول ‏               | + 26 ث        |
| 7                     | دييغو يليسي         | إيطاليا         | فريق الإمارات                            | + 26 ث        |
| 8                     | Matteo Sobrero ‏     | إيطاليا         | Team BikeExchange-Jayco                  | + 26 ث        |
| 9                     | كريستيان سكاروني ‏   | إيطاليا         | فريق إيطاليا لركوب الدراجات للرجال 2022 ‏ | + 26 ث        |
| 10                    | مارك هيرشي          | سويسرا          | فريق الإمارات                            | + 26 ث        |
| مصدر: ProCyclingStats |                     |                 |                                          |               |

### مرحلة 2
هي مرحلة جبلية، أقيمت في 23 مارس 2022، وامتدّت لمسافة 165.9 كيلومتر. فاز بالمرحلة إيثان هايتر، وكان متصدر الترتيب العام في نهاية المرحلة إدوارد دنبر، وكان المتصدر حسب ترتيب النقاط إيثان هايتر، وكان المتصدر في ترتيب التسلق إدوارد دنبر، وتصدر ترتيب النقاط للشباب إيثان هايتر، ومتصدر ترتيب الفرق فريق إنيوس 2022.
| التصنيف العام         | التصنيف العام       | التصنيف العام   | التصنيف العام                            | التصنيف العام |
| العداء                | العداء              | البلد           | الفريق                                   | الوقت         |
| --------------------- | ------------------- | --------------- | ---------------------------------------- | ------------- |
| 1                     | إدوارد دنبر         | جمهورية أيرلندا | Ineos Grenadiers                         | 8 س 24 د 40 ث |
| 2                     | إيثان هايتر         | المملكة المتحدة | Ineos Grenadiers                         | + 6 ث         |
| 3                     | Matteo Sobrero ‏     | إيطاليا         | Team BikeExchange-Jayco                  | + 14 ث        |
| 4                     | Ben Tulett ‏         | المملكة المتحدة | Ineos Grenadiers                         | + 16 ث        |
| 5                     | Natnael Tesfatsion ‏ | إريتريا         | أندروني جوكاتولي-سيدرمك ‏                 | + 20 ث        |
| 6                     | دييغو يليسي         | إيطاليا         | فريق الإمارات                            | + 20 ث        |
| 7                     | Nicola Conci ‏       | إيطاليا         | فريق إيطاليا لركوب الدراجات للرجال 2022 ‏ | + 20 ث        |
| 8                     | مارك هيرشي          | سويسرا          | فريق الإمارات                            | + 20 ث        |
| 9                     | توماس بسنتي ‏        | إيطاليا         | بلترامي تي إس أيه–مارشيول ‏               | + 20 ث        |
| 10                    | جيانلوكا برامبيلا   | إيطاليا         | تريك سيغافريدو                           | + 20 ث        |
| مصدر: ProCyclingStats |                     |                 |                                          |               |

### مرحلة 3
هي مرحلة جبلية، أقيمت في 24 مارس 2022، وامتدّت لمسافة 147 كيلومتر. فاز بالمرحلة Ben Tulett ‏، وكان متصدر الترتيب العام في نهاية المرحلة إدوارد دنبر، وكان المتصدر حسب ترتيب النقاط Ben Tulett ‏، وكان المتصدر في ترتيب التسلق أندريا غاروسيو، وتصدر ترتيب النقاط للشباب Ben Tulett ‏، ومتصدر ترتيب الفرق فريق إنيوس 2022.
| التصنيف العام         | التصنيف العام      | التصنيف العام   | التصنيف العام                            | التصنيف العام  |
| العداء                | العداء             | البلد           | الفريق                                   | الوقت          |
| --------------------- | ------------------ | --------------- | ---------------------------------------- | -------------- |
| 1                     | إدوارد دنبر        | جمهورية أيرلندا | Ineos Grenadiers                         | 12 س 37 د 11 ث |
| 2                     | Ben Tulett ‏        | المملكة المتحدة | Ineos Grenadiers                         | + 9 ث          |
| 3                     | مارك هيرشي         | سويسرا          | فريق الإمارات                            | + 24 ث         |
| 4                     | سيمون كار          | المملكة المتحدة | EF Education-EasyPost                    | + 30 ث         |
| 5                     | Antonio Tiberi ‏    | إيطاليا         | تريك سيغافريدو                           | + 45 ث         |
| 6                     | دييغو يليسي        | إيطاليا         | فريق الإمارات                            | + 48 ث         |
| 7                     | Cian Uijtdebroeks ‏ | بلجيكا          | بورا هانسغروه                            | + 48 ث         |
| 8                     | جيانلوكا برامبيلا  | إيطاليا         | تريك سيغافريدو                           | + 1 د 01 ث     |
| 9                     | Nicola Conci ‏      | إيطاليا         | فريق إيطاليا لركوب الدراجات للرجال 2022 ‏ | + 1 د 14 ث     |
| 10                    | إيثان هايتر        | المملكة المتحدة | Ineos Grenadiers                         | + 1 د 18 ث     |
| مصدر: ProCyclingStats |                    |                 |                                          |                |

### مرحلة 4
هي مرحلة جبلية، أقيمت في 25 مارس 2022، وامتدّت لمسافة 158.7 كيلومتر. فاز بالمرحلة ماثيو فان دير بيل، وكان متصدر الترتيب العام في نهاية المرحلة إدوارد دنبر.
| التصنيف العام         | التصنيف العام      | التصنيف العام   | التصنيف العام                            | التصنيف العام  |
| العداء                | العداء             | البلد           | الفريق                                   | الوقت          |
| --------------------- | ------------------ | --------------- | ---------------------------------------- | -------------- |
| 1                     | إدوارد دنبر        | جمهورية أيرلندا | Ineos Grenadiers                         | 16 س 37 د 00 ث |
| 2                     | Ben Tulett ‏        | المملكة المتحدة | Ineos Grenadiers                         | + 9 ث          |
| 3                     | مارك هيرشي         | سويسرا          | فريق الإمارات                            | + 24 ث         |
| 4                     | سيمون كار          | المملكة المتحدة | EF Education-EasyPost                    | + 30 ث         |
| 5                     | Antonio Tiberi ‏    | إيطاليا         | تريك سيغافريدو                           | + 45 ث         |
| 6                     | دييغو يليسي        | إيطاليا         | فريق الإمارات                            | + 48 ث         |
| 7                     | Cian Uijtdebroeks ‏ | بلجيكا          | بورا هانسغروه                            | + 48 ث         |
| 8                     | جيانلوكا برامبيلا  | إيطاليا         | تريك سيغافريدو                           | + 1 د 01 ث     |
| 9                     | إيثان هايتر        | المملكة المتحدة | Ineos Grenadiers                         | + 1 د 12 ث     |
| 10                    | Nicola Conci ‏      | إيطاليا         | فريق إيطاليا لركوب الدراجات للرجال 2022 ‏ | + 1 د 14 ث     |
| مصدر: ProCyclingStats |                    |                 |                                          |                |

### مرحلة 5
هي مرحلة جبلية، أقيمت في 26 مارس 2022، وامتدّت لمسافة 160 كيلومتر. فاز بالمرحلة جوزيف سيرني، وكان متصدر الترتيب العام في نهاية المرحلة إدوارد دنبر.

## المشاركون
| Jumbo-Visma TJV | Jumbo-Visma TJV         | Jumbo-Visma TJV  |
| --------------- | ----------------------- | ---------------- |
| م               | عداء                    | مرتبة            |
| 2               | Koen Bouwman ‏           | 21               |
| 3               | توبياس فوس (طريق)       | لم يكمل السباق-2 |
| 4               | Gijs Leemreize ‏         | 20               |
| 5               | Mick van Dijke ‏         | 53               |
| 6               | Loe van Belle ‏          | لم يكمل السباق-5 |
| 7               | Johannes Staune-Mittet ‏ | 16               |

| Astana Qazaqstan Team AST | Astana Qazaqstan Team AST | Astana Qazaqstan Team AST |
| ------------------------- | ------------------------- | ------------------------- |
| م                         | عداء                      | مرتبة                     |
| 11                        | فينتشينزو نيبالي          | 11                        |
| 12                        | أنطونيو نيبالي            | 69                        |
| 13                        | Nurbergen Nurlykhassym ‏   | 80                        |
| 14                        | Juan Carlos López‏         | 33                        |
| 15                        | Harold Martín López ‏      | 41                        |
| 16                        | Gianmarco Garofoli ‏       | لم يبدأ-4                 |

| Bora-Hansgrohe BOH | Bora-Hansgrohe BOH | Bora-Hansgrohe BOH |
| ------------------ | ------------------ | ------------------ |
| م                  | عداء               | مرتبة              |
| 21                 | Matt Walls ‏        | 96                 |
| 22                 | Frederik Wandahl ‏  | 45                 |
| 25                 | باتريك غامبر       | 61                 |
| 26                 | Cian Uijtdebroeks ‏ | لم يكمل السباق-5   |

| EF Education-EasyPost EFE | EF Education-EasyPost EFE | EF Education-EasyPost EFE |
| ------------------------- | ------------------------- | ------------------------- |
| م                         | عداء                      | مرتبة                     |
| 31                        | ألبرتو بيتول              | 63                        |
| 32                        | Julius van den Berg ‏      | 56                        |
| 33                        | سيمون كار                 | 4                         |
| 34                        | اليكس هوز                 | 89                        |
| 35                        | جيمس شو                   | 50                        |

| Ineos Grenadiers IGD | Ineos Grenadiers IGD | Ineos Grenadiers IGD |
| -------------------- | -------------------- | -------------------- |
| م                    | عداء                 | مرتبة                |
| 41                   | جيرانت توماس         | 17                   |
| 42                   | Cameron Wurf ‏        | 75                   |
| 43                   | لورينز دي بلس        | 83                   |
| 44                   | إدوارد دنبر          | 1                    |
| 45                   | إيثان هايتر          | 15                   |
| 46                   | سالفاتوري بوتشيو     | لم يكمل السباق-5     |
| 47                   | Ben Tulett ‏          | 2                    |

| Israel-Premier Tech IPT | Israel-Premier Tech IPT | Israel-Premier Tech IPT |
| ----------------------- | ----------------------- | ----------------------- |
| م                       | عداء                    | مرتبة                   |
| 51                      | كريس فروم               | 86                      |
| 52                      | بن هيرمانز              | لم يكمل السباق-2        |
| 53                      | Reto Hollenstein ‏       | لم يكمل السباق-5        |
| 54                      | Guy Niv ‏                | 39                      |
| 56                      | Omer Goldstein ‏         | 14                      |
| 57                      | Mason Hollyman ‏         | 37                      |

| Quick-Step Alpha Vinyl QST | Quick-Step Alpha Vinyl QST | Quick-Step Alpha Vinyl QST |
| -------------------------- | -------------------------- | -------------------------- |
| م                          | عداء                       | مرتبة                      |
| 61                         | جوزيف سيرني                | 54                         |
| 62                         | ريمي كافانيا (طريق)        | 48                         |
| 63                         | جيمس نوكس                  | 78                         |
| 64                         | ماتيا كاتانيو              | 38                         |
| 65                         | ماورو شميد                 | 31                         |

| BikeExchange-Jayco BEX | BikeExchange-Jayco BEX         | BikeExchange-Jayco BEX |
| ---------------------- | ------------------------------ | ---------------------- |
| م                      | عداء                           | مرتبة                  |
| 71                     | Kevin Colleoni ‏                | لم يكمل السباق-3       |
| 72                     | تانيل كانجيرت                  | 32                     |
| 73                     | كاميرون ماير                   | لم يكمل السباق-5       |
| 74                     | ديون سميث                      | 42                     |
| 75                     | اموند جروندل يانسن             | لم يكمل السباق-2       |
| 76                     | Matteo Sobrero ‏                | 28                     |
| 77                     | Jan Maas (cyclist, born 1996) ‏ | 51                     |

| Trek-Segafredo TFS | Trek-Segafredo TFS | Trek-Segafredo TFS |
| ------------------ | ------------------ | ------------------ |
| م                  | عداء               | مرتبة              |
| 81                 | Emīls Liepiņš ‏     | 93                 |
| 82                 | Simon Pellaud ‏     | 72                 |
| 83                 | جيانلوكا برامبيلا  | 8                  |
| 84                 | Antonio Tiberi ‏    | 5                  |
| 85                 | توني قالوبا        | 47                 |

| UAE Team Emirates UAD | UAE Team Emirates UAD | UAE Team Emirates UAD |
| --------------------- | --------------------- | --------------------- |
| م                     | عداء                  | مرتبة                 |
| 91                    | جان بولانك            | 7                     |
| 92                    | دييغو يليسي           | 6                     |
| 93                    | مارك هيرشي            | 3                     |
| 94                    | يوسف ميرزا الحمادي    | لم يكمل السباق-2      |
| 96                    | Andrés Ardila ‏        | 18                    |
| 97                    | جويل سوتير            | لم يبدأ-3             |

| Alpecin-Fenix AFC | Alpecin-Fenix AFC      | Alpecin-Fenix AFC |
| ----------------- | ---------------------- | ----------------- |
| م                 | عداء                   | مرتبة             |
| 101               | ماثيو فان دير بيل      | 30                |
| 102               | Oscar Riesebeek ‏       | 52                |
| 103               | Lionel Taminiaux ‏      | 92                |
| 104               | فلوريس دي تير          | 13                |
| 105               | كريستيان سباراغلي      | 43                |
| 106               | ياكوب ماريكزكو         | لم يكمل السباق-3  |
| 107               | Fabio Van den Bossche ‏ | 58                |

| Bardiani CSF Faizanè BCF | Bardiani CSF Faizanè BCF | Bardiani CSF Faizanè BCF |
| ------------------------ | ------------------------ | ------------------------ |
| م                        | عداء                     | مرتبة                    |
| 111                      | Luca Covili ‏             | لم يكمل السباق-3         |
| 112                      | فيليبو زانا              | 26                       |
| 113                      | Alex Tolio ‏              | لم يبدأ-5                |
| 114                      | Omar El Gouzi ‏           | 65                       |
| 115                      | Alessio Martinelli ‏      | لم يكمل السباق-2         |
| 116                      | Alessio Nieri ‏           | لم يكمل السباق-5         |
| 117                      | Alessandro Santaromita ‏  | لم يكمل السباق-5         |

| بنجوال باوليز ساوكس دبليو بي ‏ BWB | بنجوال باوليز ساوكس دبليو بي ‏ BWB | بنجوال باوليز ساوكس دبليو بي ‏ BWB |
| --------------------------------- | --------------------------------- | --------------------------------- |
| م                                 | عداء                              | مرتبة                             |
| 121                               | Luc Wirtgen ‏                      | 44                                |
| 122                               | Rémy Mertz ‏                       | 34                                |
| 123                               | Tom Paquot ‏                       | 68                                |
| 124                               | ماركو تيزا                        | 29                                |
| 125                               | Johan Meens ‏                      | 81                                |
| 126                               | Milan Menten ‏                     | لم يبدأ-2                         |
| 127                               | كيني مولي                         | 24                                |

| أندروني جوكاتولي-سيدرمك ‏ DRA | أندروني جوكاتولي-سيدرمك ‏ DRA | أندروني جوكاتولي-سيدرمك ‏ DRA |
| ---------------------------- | ---------------------------- | ---------------------------- |
| م                            | عداء                         | مرتبة                        |
| 131                          | Natnael Tesfatsion ‏          | 9                            |
| 132                          | إدواردو سيبولفيدا            | 22                           |
| 133                          | Alessandro Bisolti ‏          | 77                           |
| 134                          | Brandon Rojas Vega ‏          | لم يكمل السباق-3             |
| 135                          | ألكساندر سيبيدا              | 19                           |
| 136                          | خوان دييغو ألبا ‏             | لم يكمل السباق-4             |
| 137                          | Edoardo Zardini (cyclist) ‏   | 71                           |

| إيولو كوميت ‏ EOK | إيولو كوميت ‏ EOK        | إيولو كوميت ‏ EOK |
| ---------------- | ----------------------- | ---------------- |
| م                | عداء                    | مرتبة            |
| 141              | مارك كريستيان           | لم يبدأ-3        |
| 142              | Samuele Rivi ‏           | لم يكمل السباق-5 |
| 143              | سيرجيو غارسيا غونزاليس ‏ | 49               |
| 144              | Erik Fetter ‏            | 40               |
| 145              | Daniel Viegas ‏          | 90               |
| 146              | David Martin ‏           | 67               |
| 147              | Alejandro Ropero ‏       | لم يكمل السباق-5 |

| فريق إيطاليا لركوب الدراجات للرجال 2022 ‏ ITA | فريق إيطاليا لركوب الدراجات للرجال 2022 ‏ ITA | فريق إيطاليا لركوب الدراجات للرجال 2022 ‏ ITA |
| -------------------------------------------- | -------------------------------------------- | -------------------------------------------- |
| م                                            | عداء                                         | مرتبة                                        |
| 151                                          | جيوفاني كاربوني                              | 27                                           |
| 152                                          | Alessandro Fedeli ‏                           | لم يكمل السباق-5                             |
| 153                                          | Nicola Conci ‏                                | 10                                           |
| 154                                          | ماركو كانولا                                 | لم يكمل السباق-5                             |
| 155                                          | كريستيان سكاروني ‏                            | 12                                           |
| 156                                          | Gabriele Petrelli‏                            | 74                                           |
| 157                                          | Edoardo Faresin‏                              | لم يكمل السباق-5                             |

| بلترامي تي إس أيه–مارشيول ‏ BTC | بلترامي تي إس أيه–مارشيول ‏ BTC | بلترامي تي إس أيه–مارشيول ‏ BTC |
| ------------------------------ | ------------------------------ | ------------------------------ |
| م                              | عداء                           | مرتبة                          |
| 161                            | Andrea Piras ‏                  | 64                             |
| 162                            | توماس بسنتي ‏                   | 23                             |
| 163                            | Pietro Aimonetto‏               | 99                             |
| 164                            | Andrea Biancalani‏              | 98                             |
| 165                            | Matteo Freddi‏                  | لم يكمل السباق-4               |
| 166                            | Matteo Lovera‏                  | لم يكمل السباق-3               |
| 167                            | Michael Vanni‏                  | لم يكمل السباق-4               |

| Biesse–Carrera ‏ BIE | Biesse–Carrera ‏ BIE    | Biesse–Carrera ‏ BIE |
| ------------------- | ---------------------- | ------------------- |
| م                   | عداء                   | مرتبة               |
| 171                 | Riccardo Ciuccarelli ‏  | 57                  |
| 172                 | Giacomo Villa ‏         | لم يبدأ-5           |
| 173                 | Carloalberto Giordani ‏ | لم يكمل السباق-4    |
| 174                 | Mattias Nordal ‏        | 87                  |
| 175                 | Michael Belleri ‏       | 55                  |
| 176                 | Anders Foldager ‏       | لم يبدأ-5           |
| 177                 | أندريا غاروسيو         | 46                  |

| Colombia Potencia de la Vida–Strongman ‏ CTA | Colombia Potencia de la Vida–Strongman ‏ CTA | Colombia Potencia de la Vida–Strongman ‏ CTA |
| ------------------------------------------- | ------------------------------------------- | ------------------------------------------- |
| م                                           | عداء                                        | مرتبة                                       |
| 181                                         | Yeisson Casallas ‏                           | مستبعد-4                                    |
| 182                                         | Germán Darío Gómez ‏                         | 36                                          |
| 183                                         | Edgar Pinzón ‏                               | 59                                          |
| 184                                         | Brayan Vargas Hernández‏                     | لم يكمل السباق-3                            |
| 185                                         | Andrés Mancipe‏                              | لم يكمل السباق-2                            |
| 186                                         | Rafael Pineda ‏                              | لم يكمل السباق-3                            |
| 187                                         | Cristian David Rico ‏                        | 70                                          |

| جيوتي فيكتوريا سافيني ديو ‏ GTS | جيوتي فيكتوريا سافيني ديو ‏ GTS | جيوتي فيكتوريا سافيني ديو ‏ GTS |
| ------------------------------ | ------------------------------ | ------------------------------ |
| م                              | عداء                           | مرتبة                          |
| 191                            | Gergely Szarka ‏                | لم يكمل السباق-3               |
| 192                            | إميل ديمة ‏                     | 97                             |
| 193                            | Adriano Brogi‏                  | لم يكمل السباق-4               |
| 194                            | Davide Finatti‏                 | لم يكمل السباق-4               |
| 195                            | Nicolas Dalla Valle ‏           | 84                             |
| 196                            | Jozsef-Attila Malnasi‏          | لم يكمل السباق-3               |
| 197                            | Alessandro Monaco ‏             | 60                             |

| MG.K vis Colors for Peace ‏ MGK | MG.K vis Colors for Peace ‏ MGK | MG.K vis Colors for Peace ‏ MGK |
| ------------------------------ | ------------------------------ | ------------------------------ |
| م                              | عداء                           | مرتبة                          |
| 201                            | Paul Wright ‏                   | 85                             |
| 202                            | Paul Double ‏                   | 62                             |
| 203                            | Jacopo Cortese‏                 | 79                             |
| 204                            | Daniel Savini ‏                 | لم يكمل السباق-3               |
| 205                            | Simone Piccolo‏                 | لم يكمل السباق-2               |
| 206                            | Max Stedman ‏                   | 25                             |
| 207                            | Francesco Carollo‏              | 73                             |

| كولباك ‏ CPK | كولباك ‏ CPK          | كولباك ‏ CPK      |
| ----------- | -------------------- | ---------------- |
| م           | عداء                 | مرتبة            |
| 211         | Sergio Meris ‏        | لم يبدأ-3        |
| 212         | Nicola Plebani‏       | لم يكمل السباق-2 |
| 213         | Gidas Umbri ‏         | لم يبدأ-3        |
| 214         | Francesco Cali‏       | لم يكمل السباق-2 |
| 215         | Lorenzo Balestra‏     | لم يكمل السباق-2 |
| 216         | Egidio Karim Raviele‏ | لم يكمل السباق-1 |
| 217         | Mattia Petrucci ‏     | لم يبدأ-3        |

| Team Solution Tech–Vini Fantini ‏ COR | Team Solution Tech–Vini Fantini ‏ COR | Team Solution Tech–Vini Fantini ‏ COR |
| ------------------------------------ | ------------------------------------ | ------------------------------------ |
| م                                    | عداء                                 | مرتبة                                |
| 221                                  | Luca Marziale‏                        | لم يكمل السباق-2                     |
| 222                                  | Simone Olivero ‏                      | لم يكمل السباق-5                     |
| 223                                  | Veljko Stojnić ‏                      | لم يبدأ-2                            |
| 224                                  | Marco Murgano ‏                       | لم يكمل السباق-3                     |
| 225                                  | Matteo Amella ‏                       | 91                                   |
| 226                                  | دافيد بالداكيني ‏                     | لم يبدأ-3                            |
| 227                                  | Jan Stöckli ‏                         | لم يبدأ-3                            |

| Sam–Vitalcare–Dynatek ‏ IWM | Sam–Vitalcare–Dynatek ‏ IWM | Sam–Vitalcare–Dynatek ‏ IWM |
| -------------------------- | -------------------------- | -------------------------- |
| م                          | عداء                       | مرتبة                      |
| 231                        | Giovanni Bortoluzzi‏        | 82                         |
| 232                        | Christian Danilo Pase‏      | 95                         |
| 233                        | راؤول كولومبو‏              | 76                         |
| 234                        | Francesco Zandri‏           | 88                         |
| 235                        | Riccardo Carretta‏          | 94                         |
| 236                        | Riccardo Lucca ‏            | 66                         |
| 237                        | Samuele Zambelli ‏          | لم يكمل السباق-3           |

| Jumbo-Visma TJV | Jumbo-Visma TJV         | Jumbo-Visma TJV  |
| --------------- | ----------------------- | ---------------- |
| م               | عداء                    | مرتبة            |
| 2               | Koen Bouwman ‏           | 21               |
| 3               | توبياس فوس (طريق)       | لم يكمل السباق-2 |
| 4               | Gijs Leemreize ‏         | 20               |
| 5               | Mick van Dijke ‏         | 53               |
| 6               | Loe van Belle ‏          | لم يكمل السباق-5 |
| 7               | Johannes Staune-Mittet ‏ | 16               |

| Astana Qazaqstan Team AST | Astana Qazaqstan Team AST | Astana Qazaqstan Team AST |
| ------------------------- | ------------------------- | ------------------------- |
| م                         | عداء                      | مرتبة                     |
| 11                        | فينتشينزو نيبالي          | 11                        |
| 12                        | أنطونيو نيبالي            | 69                        |
| 13                        | Nurbergen Nurlykhassym ‏   | 80                        |
| 14                        | Juan Carlos López‏         | 33                        |
| 15                        | Harold Martín López ‏      | 41                        |
| 16                        | Gianmarco Garofoli ‏       | لم يبدأ-4                 |

| Bora-Hansgrohe BOH | Bora-Hansgrohe BOH | Bora-Hansgrohe BOH |
| ------------------ | ------------------ | ------------------ |
| م                  | عداء               | مرتبة              |
| 21                 | Matt Walls ‏        | 96                 |
| 22                 | Frederik Wandahl ‏  | 45                 |
| 25                 | باتريك غامبر       | 61                 |
| 26                 | Cian Uijtdebroeks ‏ | لم يكمل السباق-5   |

| EF Education-EasyPost EFE | EF Education-EasyPost EFE | EF Education-EasyPost EFE |
| ------------------------- | ------------------------- | ------------------------- |
| م                         | عداء                      | مرتبة                     |
| 31                        | ألبرتو بيتول              | 63                        |
| 32                        | Julius van den Berg ‏      | 56                        |
| 33                        | سيمون كار                 | 4                         |
| 34                        | اليكس هوز                 | 89                        |
| 35                        | جيمس شو                   | 50                        |

| Ineos Grenadiers IGD | Ineos Grenadiers IGD | Ineos Grenadiers IGD |
| -------------------- | -------------------- | -------------------- |
| م                    | عداء                 | مرتبة                |
| 41                   | جيرانت توماس         | 17                   |
| 42                   | Cameron Wurf ‏        | 75                   |
| 43                   | لورينز دي بلس        | 83                   |
| 44                   | إدوارد دنبر          | 1                    |
| 45                   | إيثان هايتر          | 15                   |
| 46                   | سالفاتوري بوتشيو     | لم يكمل السباق-5     |
| 47                   | Ben Tulett ‏          | 2                    |

| Israel-Premier Tech IPT | Israel-Premier Tech IPT | Israel-Premier Tech IPT |
| ----------------------- | ----------------------- | ----------------------- |
| م                       | عداء                    | مرتبة                   |
| 51                      | كريس فروم               | 86                      |
| 52                      | بن هيرمانز              | لم يكمل السباق-2        |
| 53                      | Reto Hollenstein ‏       | لم يكمل السباق-5        |
| 54                      | Guy Niv ‏                | 39                      |
| 56                      | Omer Goldstein ‏         | 14                      |
| 57                      | Mason Hollyman ‏         | 37                      |

| Quick-Step Alpha Vinyl QST | Quick-Step Alpha Vinyl QST | Quick-Step Alpha Vinyl QST |
| -------------------------- | -------------------------- | -------------------------- |
| م                          | عداء                       | مرتبة                      |
| 61                         | جوزيف سيرني                | 54                         |
| 62                         | ريمي كافانيا (طريق)        | 48                         |
| 63                         | جيمس نوكس                  | 78                         |
| 64                         | ماتيا كاتانيو              | 38                         |
| 65                         | ماورو شميد                 | 31                         |

| BikeExchange-Jayco BEX | BikeExchange-Jayco BEX         | BikeExchange-Jayco BEX |
| ---------------------- | ------------------------------ | ---------------------- |
| م                      | عداء                           | مرتبة                  |
| 71                     | Kevin Colleoni ‏                | لم يكمل السباق-3       |
| 72                     | تانيل كانجيرت                  | 32                     |
| 73                     | كاميرون ماير                   | لم يكمل السباق-5       |
| 74                     | ديون سميث                      | 42                     |
| 75                     | اموند جروندل يانسن             | لم يكمل السباق-2       |
| 76                     | Matteo Sobrero ‏                | 28                     |
| 77                     | Jan Maas (cyclist, born 1996) ‏ | 51                     |

| Trek-Segafredo TFS | Trek-Segafredo TFS | Trek-Segafredo TFS |
| ------------------ | ------------------ | ------------------ |
| م                  | عداء               | مرتبة              |
| 81                 | Emīls Liepiņš ‏     | 93                 |
| 82                 | Simon Pellaud ‏     | 72                 |
| 83                 | جيانلوكا برامبيلا  | 8                  |
| 84                 | Antonio Tiberi ‏    | 5                  |
| 85                 | توني قالوبا        | 47                 |

| UAE Team Emirates UAD | UAE Team Emirates UAD | UAE Team Emirates UAD |
| --------------------- | --------------------- | --------------------- |
| م                     | عداء                  | مرتبة                 |
| 91                    | جان بولانك            | 7                     |
| 92                    | دييغو يليسي           | 6                     |
| 93                    | مارك هيرشي            | 3                     |
| 94                    | يوسف ميرزا الحمادي    | لم يكمل السباق-2      |
| 96                    | Andrés Ardila ‏        | 18                    |
| 97                    | جويل سوتير            | لم يبدأ-3             |

| Alpecin-Fenix AFC | Alpecin-Fenix AFC      | Alpecin-Fenix AFC |
| ----------------- | ---------------------- | ----------------- |
| م                 | عداء                   | مرتبة             |
| 101               | ماثيو فان دير بيل      | 30                |
| 102               | Oscar Riesebeek ‏       | 52                |
| 103               | Lionel Taminiaux ‏      | 92                |
| 104               | فلوريس دي تير          | 13                |
| 105               | كريستيان سباراغلي      | 43                |
| 106               | ياكوب ماريكزكو         | لم يكمل السباق-3  |
| 107               | Fabio Van den Bossche ‏ | 58                |

| Bardiani CSF Faizanè BCF | Bardiani CSF Faizanè BCF | Bardiani CSF Faizanè BCF |
| ------------------------ | ------------------------ | ------------------------ |
| م                        | عداء                     | مرتبة                    |
| 111                      | Luca Covili ‏             | لم يكمل السباق-3         |
| 112                      | فيليبو زانا              | 26                       |
| 113                      | Alex Tolio ‏              | لم يبدأ-5                |
| 114                      | Omar El Gouzi ‏           | 65                       |
| 115                      | Alessio Martinelli ‏      | لم يكمل السباق-2         |
| 116                      | Alessio Nieri ‏           | لم يكمل السباق-5         |
| 117                      | Alessandro Santaromita ‏  | لم يكمل السباق-5         |

| بنجوال باوليز ساوكس دبليو بي ‏ BWB | بنجوال باوليز ساوكس دبليو بي ‏ BWB | بنجوال باوليز ساوكس دبليو بي ‏ BWB |
| --------------------------------- | --------------------------------- | --------------------------------- |
| م                                 | عداء                              | مرتبة                             |
| 121                               | Luc Wirtgen ‏                      | 44                                |
| 122                               | Rémy Mertz ‏                       | 34                                |
| 123                               | Tom Paquot ‏                       | 68                                |
| 124                               | ماركو تيزا                        | 29                                |
| 125                               | Johan Meens ‏                      | 81                                |
| 126                               | Milan Menten ‏                     | لم يبدأ-2                         |
| 127                               | كيني مولي                         | 24                                |

| أندروني جوكاتولي-سيدرمك ‏ DRA | أندروني جوكاتولي-سيدرمك ‏ DRA | أندروني جوكاتولي-سيدرمك ‏ DRA |
| ---------------------------- | ---------------------------- | ---------------------------- |
| م                            | عداء                         | مرتبة                        |
| 131                          | Natnael Tesfatsion ‏          | 9                            |
| 132                          | إدواردو سيبولفيدا            | 22                           |
| 133                          | Alessandro Bisolti ‏          | 77                           |
| 134                          | Brandon Rojas Vega ‏          | لم يكمل السباق-3             |
| 135                          | ألكساندر سيبيدا              | 19                           |
| 136                          | خوان دييغو ألبا ‏             | لم يكمل السباق-4             |
| 137                          | Edoardo Zardini (cyclist) ‏   | 71                           |

| إيولو كوميت ‏ EOK | إيولو كوميت ‏ EOK        | إيولو كوميت ‏ EOK |
| ---------------- | ----------------------- | ---------------- |
| م                | عداء                    | مرتبة            |
| 141              | مارك كريستيان           | لم يبدأ-3        |
| 142              | Samuele Rivi ‏           | لم يكمل السباق-5 |
| 143              | سيرجيو غارسيا غونزاليس ‏ | 49               |
| 144              | Erik Fetter ‏            | 40               |
| 145              | Daniel Viegas ‏          | 90               |
| 146              | David Martin ‏           | 67               |
| 147              | Alejandro Ropero ‏       | لم يكمل السباق-5 |

| فريق إيطاليا لركوب الدراجات للرجال 2022 ‏ ITA | فريق إيطاليا لركوب الدراجات للرجال 2022 ‏ ITA | فريق إيطاليا لركوب الدراجات للرجال 2022 ‏ ITA |
| -------------------------------------------- | -------------------------------------------- | -------------------------------------------- |
| م                                            | عداء                                         | مرتبة                                        |
| 151                                          | جيوفاني كاربوني                              | 27                                           |
| 152                                          | Alessandro Fedeli ‏                           | لم يكمل السباق-5                             |
| 153                                          | Nicola Conci ‏                                | 10                                           |
| 154                                          | ماركو كانولا                                 | لم يكمل السباق-5                             |
| 155                                          | كريستيان سكاروني ‏                            | 12                                           |
| 156                                          | Gabriele Petrelli‏                            | 74                                           |
| 157                                          | Edoardo Faresin‏                              | لم يكمل السباق-5                             |

| بلترامي تي إس أيه–مارشيول ‏ BTC | بلترامي تي إس أيه–مارشيول ‏ BTC | بلترامي تي إس أيه–مارشيول ‏ BTC |
| ------------------------------ | ------------------------------ | ------------------------------ |
| م                              | عداء                           | مرتبة                          |
| 161                            | Andrea Piras ‏                  | 64                             |
| 162                            | توماس بسنتي ‏                   | 23                             |
| 163                            | Pietro Aimonetto‏               | 99                             |
| 164                            | Andrea Biancalani‏              | 98                             |
| 165                            | Matteo Freddi‏                  | لم يكمل السباق-4               |
| 166                            | Matteo Lovera‏                  | لم يكمل السباق-3               |
| 167                            | Michael Vanni‏                  | لم يكمل السباق-4               |

| Biesse–Carrera ‏ BIE | Biesse–Carrera ‏ BIE    | Biesse–Carrera ‏ BIE |
| ------------------- | ---------------------- | ------------------- |
| م                   | عداء                   | مرتبة               |
| 171                 | Riccardo Ciuccarelli ‏  | 57                  |
| 172                 | Giacomo Villa ‏         | لم يبدأ-5           |
| 173                 | Carloalberto Giordani ‏ | لم يكمل السباق-4    |
| 174                 | Mattias Nordal ‏        | 87                  |
| 175                 | Michael Belleri ‏       | 55                  |
| 176                 | Anders Foldager ‏       | لم يبدأ-5           |
| 177                 | أندريا غاروسيو         | 46                  |

| Colombia Potencia de la Vida–Strongman ‏ CTA | Colombia Potencia de la Vida–Strongman ‏ CTA | Colombia Potencia de la Vida–Strongman ‏ CTA |
| ------------------------------------------- | ------------------------------------------- | ------------------------------------------- |
| م                                           | عداء                                        | مرتبة                                       |
| 181                                         | Yeisson Casallas ‏                           | مستبعد-4                                    |
| 182                                         | Germán Darío Gómez ‏                         | 36                                          |
| 183                                         | Edgar Pinzón ‏                               | 59                                          |
| 184                                         | Brayan Vargas Hernández‏                     | لم يكمل السباق-3                            |
| 185                                         | Andrés Mancipe‏                              | لم يكمل السباق-2                            |
| 186                                         | Rafael Pineda ‏                              | لم يكمل السباق-3                            |
| 187                                         | Cristian David Rico ‏                        | 70                                          |

| جيوتي فيكتوريا سافيني ديو ‏ GTS | جيوتي فيكتوريا سافيني ديو ‏ GTS | جيوتي فيكتوريا سافيني ديو ‏ GTS |
| ------------------------------ | ------------------------------ | ------------------------------ |
| م                              | عداء                           | مرتبة                          |
| 191                            | Gergely Szarka ‏                | لم يكمل السباق-3               |
| 192                            | إميل ديمة ‏                     | 97                             |
| 193                            | Adriano Brogi‏                  | لم يكمل السباق-4               |
| 194                            | Davide Finatti‏                 | لم يكمل السباق-4               |
| 195                            | Nicolas Dalla Valle ‏           | 84                             |
| 196                            | Jozsef-Attila Malnasi‏          | لم يكمل السباق-3               |
| 197                            | Alessandro Monaco ‏             | 60                             |

| MG.K vis Colors for Peace ‏ MGK | MG.K vis Colors for Peace ‏ MGK | MG.K vis Colors for Peace ‏ MGK |
| ------------------------------ | ------------------------------ | ------------------------------ |
| م                              | عداء                           | مرتبة                          |
| 201                            | Paul Wright ‏                   | 85                             |
| 202                            | Paul Double ‏                   | 62                             |
| 203                            | Jacopo Cortese‏                 | 79                             |
| 204                            | Daniel Savini ‏                 | لم يكمل السباق-3               |
| 205                            | Simone Piccolo‏                 | لم يكمل السباق-2               |
| 206                            | Max Stedman ‏                   | 25                             |
| 207                            | Francesco Carollo‏              | 73                             |

| كولباك ‏ CPK | كولباك ‏ CPK          | كولباك ‏ CPK      |
| ----------- | -------------------- | ---------------- |
| م           | عداء                 | مرتبة            |
| 211         | Sergio Meris ‏        | لم يبدأ-3        |
| 212         | Nicola Plebani‏       | لم يكمل السباق-2 |
| 213         | Gidas Umbri ‏         | لم يبدأ-3        |
| 214         | Francesco Cali‏       | لم يكمل السباق-2 |
| 215         | Lorenzo Balestra‏     | لم يكمل السباق-2 |
| 216         | Egidio Karim Raviele‏ | لم يكمل السباق-1 |
| 217         | Mattia Petrucci ‏     | لم يبدأ-3        |

| Team Solution Tech–Vini Fantini ‏ COR | Team Solution Tech–Vini Fantini ‏ COR | Team Solution Tech–Vini Fantini ‏ COR |
| ------------------------------------ | ------------------------------------ | ------------------------------------ |
| م                                    | عداء                                 | مرتبة                                |
| 221                                  | Luca Marziale‏                        | لم يكمل السباق-2                     |
| 222                                  | Simone Olivero ‏                      | لم يكمل السباق-5                     |
| 223                                  | Veljko Stojnić ‏                      | لم يبدأ-2                            |
| 224                                  | Marco Murgano ‏                       | لم يكمل السباق-3                     |
| 225                                  | Matteo Amella ‏                       | 91                                   |
| 226                                  | دافيد بالداكيني ‏                     | لم يبدأ-3                            |
| 227                                  | Jan Stöckli ‏                         | لم يبدأ-3                            |

| Sam–Vitalcare–Dynatek ‏ IWM | Sam–Vitalcare–Dynatek ‏ IWM | Sam–Vitalcare–Dynatek ‏ IWM |
| -------------------------- | -------------------------- | -------------------------- |
| م                          | عداء                       | مرتبة                      |
| 231                        | Giovanni Bortoluzzi‏        | 82                         |
| 232                        | Christian Danilo Pase‏      | 95                         |
| 233                        | راؤول كولومبو‏              | 76                         |
| 234                        | Francesco Zandri‏           | 88                         |
| 235                        | Riccardo Carretta‏          | 94                         |
| 236                        | Riccardo Lucca ‏            | 66                         |
| 237                        | Samuele Zambelli ‏          | لم يكمل السباق-3           |

## التصنيف العام النهائي
| التصنيف العام         | التصنيف العام       | التصنيف العام   | التصنيف العام                            | التصنيف العام  |
| العداء                | العداء              | البلد           | الفريق                                   | الوقت          |
| --------------------- | ------------------- | --------------- | ---------------------------------------- | -------------- |
| 1                     | إدوارد دنبر         | جمهورية أيرلندا | Ineos Grenadiers                         | 20 س 38 د 18 ث |
| 2                     | Ben Tulett ‏         | المملكة المتحدة | Ineos Grenadiers                         | + 9 ث          |
| 3                     | مارك هيرشي          | سويسرا          | فريق الإمارات                            | + 24 ث         |
| 4                     | سيمون كار           | المملكة المتحدة | EF Education-EasyPost                    | + 30 ث         |
| 5                     | Antonio Tiberi ‏     | إيطاليا         | تريك سيغافريدو                           | + 45 ث         |
| 6                     | دييغو يليسي         | إيطاليا         | فريق الإمارات                            | + 48 ث         |
| 7                     | جان بولانك          | سلوفينيا        | فريق الإمارات                            | + 1 د 23 ث     |
| 8                     | جيانلوكا برامبيلا   | إيطاليا         | تريك سيغافريدو                           | + 1 د 25 ث     |
| 9                     | Natnael Tesfatsion ‏ | إريتريا         | أندروني جوكاتولي-سيدرمك ‏                 | + 1 د 38 ث     |
| 10                    | Nicola Conci ‏       | إيطاليا         | فريق إيطاليا لركوب الدراجات للرجال 2022 ‏ | + 1 د 38 ث     |
| مصدر: ProCyclingStats |                     |                 |                                          |                |

## وصلات خارجية
- الموقع الرسمي
- لمحة عن سباق كوبي وبارتالي 2022 على موقع  ProCyclingStats   (برو  سايكلنج  ستاتس) - إحصاءات  محترفي  الدراجات.
- كوبي وبارتالي 2022 على موقع إحصائيات الدراجات الإحترافية (الإنجليزية)